# Szergej Vasziljevics Bagaps
Szergej Vasziljevics Bagaps (abházul Сергеи Багаҧшь; Szuhumi, 1949. március 4. – Moszkva, 2011. május 29.) Abházia elnöke, korábban az ország második miniszterelnöke volt. Abházia egy de facto független állam Grúzia területén, hivatalosan annak autonóm köztársasága. 1997. április 27. és 1999. december 20. között volt az ország miniszterelnöke.
Mielőtt miniszterelnökké kinevezték volna, Bagaps először az Abház Komszomol első titkára, az abház vezetés állandó moszkvai képviselője, majd üzletember volt.
Bagaps vezette a területet abban az időben, amikor valós veszély volt az újabb konfliktus kirobbanása Grúziával. Akkor vezette a területet, amikor az akkori grúz miniszterelnöknek, Vlagyiszlav Ardzinbának sokkal nagyobb hatalma volt a terület fölött, mint utódainak bármikor.
A grúz–abház feszültség 1998 májusában érte el csúcspontját, mikor Tbilisziben székelő elűzött kormány a hadsereget felvonultatta az abház-grúz határon. Ennek eredményeként kirobbant egy konfliktus, amit széles körben hatnapos háborúnak hívnak. 30.000 grúz menekült szökött át a határon, 1695, grúz fegyveresek által elfoglalt házat a földdel tettek egyenlővé.
2004-ben energiaügyi miniszter volt. 2004. július 20-án a két nagy ellenzéki mozgalom, az Amcakara és az Új Abházia közösen jelölték az októberi elnökválasztásra. A választásokon Bagaps és legnagyobb riválisa, Raul Hadzsimba, egyaránt vitatták az eredményt. Az Abház Választási Bizottság eredetileg Hadzsimbát hozta ki győztesnek, s az eredmények szerint Bagaps távoli második lett, de a Legfelsőbb Bíróság később úgy találta, hogy Bagaps 50,3%-kal megnyerte a választást. Később ezt a határozatot visszavonták, és új választásokat írtak ki. A választást 2005. január 12-én tartották, amit Bagaps az első fordulóban megnyert, Hadzsimba pedig miniszterelnök-helyettes lett.
2011-ben Moszkvában tüdőműtéten esett át, de május 25-én leállt a tüdeje, lélegeztetőgépre kapcsolták, majd négy nappal később a kórházban meghalt.

## Külső hivatkozások
- Abházia elnökének hivatalos oldala
- Elhunyt Szergej Bagaps abháziai államfó, ma.hu, 2011. május 29.